# Aufgabenträger
Aufgabenträger sind in der Organisationslehre Personen, Maschinen oder Organisationen, denen bestimmte Aufgaben zugewiesen wurden. 

## Allgemeines
Zu den Merkmalen von Arbeitsaufgaben gehören im Rahmen der Arbeitsorganisation die Verrichtung, ein Arbeitsobjekt, Sachmittel, Arbeitsplatz (Produktionshalle, Geschäftsraum oder ein Ort im Freien) und ein Aufgabenträger, der aufgabenrelevante Informationen beschafft, sie zielorientiert auswertet und die mit der Aufgabe anstehende Arbeit unter Einsatz seiner Fachkenntnis innerhalb eines bestimmten Zeitraums (maximal die Arbeitszeit) erledigt. Die Verteilung der Aufgaben auf Aufgabenträger bildet den Ausgangspunkt der Arbeitsorganisation, denn erst der Aufgabenträger übernimmt die Verrichtung der Arbeitsaufgabe und kann sich dadurch, wenn er keine Maschine oder Roboter ist, auf bestimmte Fachgebiete spezialisieren (Arbeitsteilung). Er übernimmt eine Teilmenge einer Gesamtaufgabe, wobei die an andere Aufgabenträger übertragenen Teilmengen sich inhaltlich nicht voneinander unterscheiden (Mengenteilung). Erfüllen die Aufgabenträger hingegen Teilaufgaben unterschiedlicher Art, so liegt in dieser Artenteilung eine echte Spezialisierung.

## Arten
Aufgabe und Aufgabenträger bilden bei der Bewältigung der Aufgabe eine Einheit. Zwischen der Aufgabe und ihrem Aufgabenträger besteht eine Zuordnungsbeziehung, denn eine bestimmte Aufgabe wird einem Aufgabenträger zugewiesen. Menschliche Aufgabenträger (Personal) benötigen meist eine Qualifikation. Zu den maschinellen Aufgabenträgern gehören Werkzeugmaschinen, Lastkraftwagen, Firmenwagen oder Computer; IT-Systeme sind maschinelle Aufgabenträger, die sich aus einer Menge von Softwarebausteinen zusammensetzen. Da Maschinen von sich aus keine Aktivitäten entwickeln und keine Verantwortung übernehmen können, werden sie besser als Arbeitsträger bezeichnet. Erwin Grochla fasst die Arbeitsträger und Aufgabenträger zu Aktionsträgern zusammen.

## Öffentliche Aufgabenträger
Neben Menschen und Maschinen gibt es noch die Kategorie der öffentlichen Aufgabenträger. Hierbei handelt es sich um Institutionen, denen durch Gesetz oder Satzung bestimmte öffentliche Aufgaben zugewiesen wurden. Diese Aufgabenträger bilden einen Teil des passiven Finanzausgleichs, der aus der Abgrenzung öffentlicher Aufgaben und Aufgabenträgern sowie in der Verteilung dieser Aufgaben auf die Aufgabenträger besteht. Im Regelfall liegen Durchführungs- und Entscheidungskompetenz kongruent beim selben Aufgabenträger. So besitzt das Sozialamt die Durchführungskompetenz für die Sozialhilfe und setzt seine Entscheidungskompetenz durch Verwaltungsakte um. 
In der hierarchischen Gliederung sind die Aufgabenträger der Bund, die Bundesländer und die Gemeinden als Gebietskörperschaften sowie Anstalten und Körperschaften des öffentlichen Rechts.
ÖPNV-Aufgabenträger

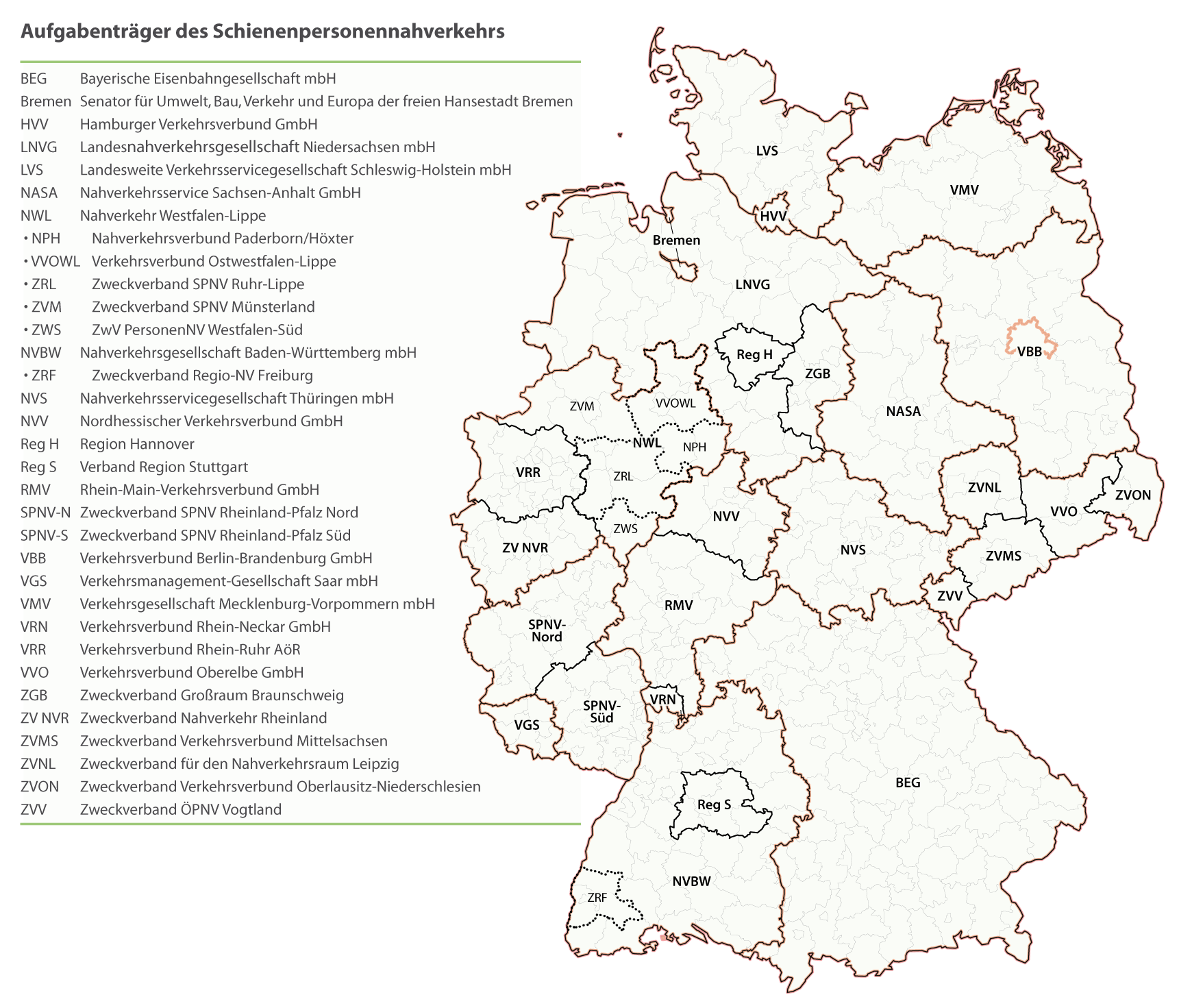
Aufgabenträger des SPNV in Deutschland

In Deutschland sind die unterste Ebene die den Personennahverkehr durchführenden Institutionen, sie sind Aufgabenträger für den öffentlichen Personennahverkehr im Sinne des § 8 Abs. 3 Personenbeförderungsgesetz. Danach sind für die Sicherstellung einer ausreichenden Bedienung der Bevölkerung mit Verkehrsleistungen im öffentlichen Personennahverkehr die von den Ländern benannten Behörden (Aufgabenträger) zuständig.
Im Bereich des Schienenpersonennahverkehrs (SPNV) sind seit der Regionalisierung als Teil der Bahnreform in Deutschland die Länder verantwortlich, Aufgabenträger festzulegen (gemäß § 3 Regionalisierungsgesetz). Zur Stärkung der Wirtschaftlichkeit der Verkehrsbedienung im öffentlichen Personennahverkehr ist die Zuständigkeit für Planung, Organisation und Finanzierung des öffentlichen Personennahverkehrs nach Möglichkeit bei den Aufgabenträgern des SPNV zusammengeführt worden. Diese koordinieren ihre Interessen in der Bundesverband SchienenNahverkehr (BSN).